# Karok

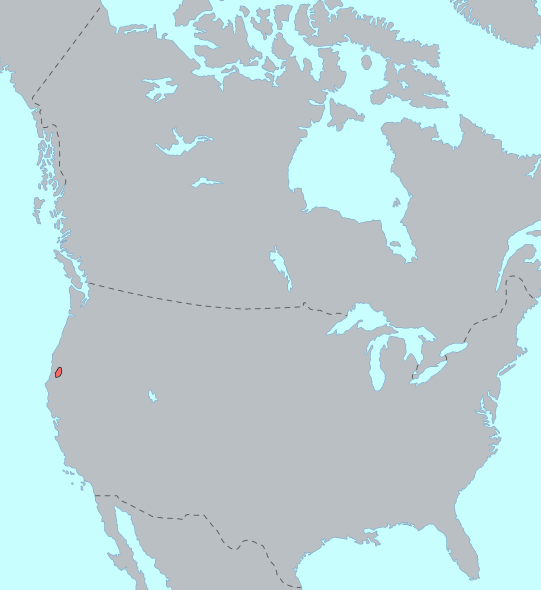
Karok

Die Karok, auch Karuk geschrieben, sind Indigene der pazifischen Nordwestküste Nordamerikas, deren Sprache zur Hoka-Sprachgruppe gehört und die ursprünglich im heutigen Oregon und Kalifornien am Klamath River und Salmon River lebten. "Karok" ist das indigene Wort für "stromauf" und wurde zuerst in der Form "Kahruk" von George Gibbs gebraucht, der den Stamm 1851 besuchte. Es steht im Gegensatz zu der Bezeichnung "Yurok" für ihre Nachbarn, die "flussabwärts" bedeutet.
Ihre Nahrungsgrundlage bildeten sowohl Lachse, deren Wanderung zweimal in jedem Jahr erfolgte, als auch das Sammeln von Eicheln und essbaren Pflanzen.

## Kultur
Die Männer trugen hirschlederne Lendenschurze und Mokassins aus Hirschleder mit Elchhautsohlen. Die Frauen trugen knielange hirschlederne Hemden, die vorn offen und verziert waren, und eine schüsselförmige Mütze wie die Hupa.
Ihre Hütten waren rechteckig und wurden aus Pfosten und abgespaltenen Brettern hergestellt. Das Dach war abgeflacht. An den Ufern des Klamath und des Salmon Rivers gab es eine große Anzahl von Dörfern. Nicht alle von ihnen waren gleichzeitig bewohnt und einige davon enthielten nicht weniger als ein halbes Dutzend Hütten. Die meisten Dörfer bestanden aus zwei oder drei Häusern, nicht wenige sogar nur aus einem Haus. Das allergrößte umfasste nicht mehr als 15 Familien, doch weil eine Familie aus Eltern, unverheirateten Töchtern, Söhnen, Schwiegertöchtern, Enkeln und vielleicht einigen verwandten Waisen oder Sklaven bestand, konnte ein derartiges Dorf eine beträchtliche Bevölkerungszahl aufweisen.
Die religiösen Bräuche der Karok glichen denen der benachbarten Hupa und gründeten sich auf den Glauben, dass die Erde in der Vorzeit von einem Geschlecht übernatürlicher weiblicher Wesen bewohnt war. Alle Zeremonien und unzählige Aktionen im täglichen Leben wurden von der gemurmelten Wiederholung von Mythen begleitet; gewöhnlich waren sie ganz kurz, je nach Art der Sage oder der Aktion. Die wichtigsten Zeremonien waren der Springtanz und der Tanz des weißen Hirschfells zum Schutz des Stammeslandes und der Ernte.
Die Karok und die Yurok unterschieden sich bei ihren Zeremonien mehr als bei anderen Aktivitäten. Obwohl sie beide den Hirschfell- und den Springtanz aufführten, dauerte der erste nur zwei Tage und der zweite zehn oder elf Tage bei den Karok; während der Yurok-Hirschfelltanz zehn Tage und der Springtanz zwei Tage benötigte. Bei den Karok, den Hupa und den Yurok gab es eine jährliche Zeremonie zu Beginn der Frühlingswanderung der Lachse.

## Demographie
Die Karok-Bevölkerung wurde im 18. Jahrhundert auf etwa 1.500 Stammesmitglieder beziffert. Im späten 20. Jahrhundert waren die Karok mit geschätzten 4.800 Mitgliedern einer der größten Stämme Kaliforniens, obwohl der Stamm wenig Land besitzt. Karok Indigene leben heute im Orleans-Distrikt im Humboldt County, dem Happy Camp Distrikt, dem Yreka Distrikt, an den Flussgabelungen der Salmon Region im Siskiyou County und im südlichen Oregon.